# Kościół Matki Bożej Wspomożenia Wiernych w Nysie
Kościół pod wezwaniem Matki Bożej Wspomożenia Wiernych w Nysie (niem. "Maria Hilf"', pol. "Mario Ratuj") – neogotycki kościół zbudowany w 1886–1887 i sanktuarium maryjne znajdujące się na wschodnim krańcu Nysy, przy Alei Wojska Polskiego, w dzielnicy zwanej Rochowem, Rochusem lub Świętym Rochem, w 
Lasku Złotogłowickim. Obecnie jest kościołem filialnym, a zarazem pielgrzymkowym i odpustowym parafii św. Jakuba.

## Historia
Zgodnie z legendą, jadący wozem konnym mieszkaniec którejś z okolicznych wsi zaczął nagle osuwać się z drogi w przepaść. Zawołał wówczas: Maria Hilf i cudem uniknął śmierci. Później, na pamiątkę swego ocalenia, powiesił na drzewie obraz Matki Bożej. Według innych tradycyjnych przekazów ikona ta pojawiła się na gałęzi w sposób nadprzyrodzony, a nieco później miało tu miejsce cudowne uzdrowienie. Obraz znaleźli mieszkańcy Złotogłowic. Przenieśli go do kościoła znajdującego się w tej miejscowości, lecz w nocy zniknął on stamtąd i ponownie pojawił się na drzewie.
W 1745 roku, w miejscu znalezienia wizerunku Matki Bożej, wybudowano pierwszą małą drewnianą kapliczkę. Istniała ona do roku 1805, kiedy to została zastąpiona przez nową, większą, drewnianą budowlę, ze względu na swe rozmiary nazywaną kaplicą lub kościołem. Wielki ruch pielgrzymkowy sprawił jednak, że budynek ten okazał się za mały. Obecny, murowany neogotycki kościół zbudował mistrz Schneider ze Średniej Wsi w latach 1886–1887.
Znajdujący się w kościele obraz jest jednym z licznych osiemnastowiecznych naśladownictw dzieła Matka Boska Wspomożenia Wiernych, Lucasa Cranacha Starszego. Obraz, malowany na desce, otoczony ramą w kształcie krzewu różanego, uznawany za cudowny i słynący łaskami, umieszczony jest w głównym ołtarzu. W dwusetną rocznicę pojawienia się obrazu, w maju 1945 roku, miały tu miejsce objawienia maryjne. Matka Boża miała wówczas powiedzieć:
Jestem wielką łask pośredniczką. Jak świat tylko przez ofiarę Syna mógł znaleźć zmiłowanie u Ojca, tak tylko przez moje pośrednictwo znaleźć może wysłuchanie u Syna. W miejsce waszego grzesznego serca umieśćcie moje niepokalane serce. Wtedy ja będę tą, która sprowadzi wam pomoc Bożą, a Chrystus miłość waszą ku Ojcu uczyni doskonalszą. Zastosujcie się do mych próśb, aby Chrystus wkrótce mógł zapanować jako Król Pokoju. Pokój Chrystusa niech będzie z wami i wszystkimi, którzy tutaj się modlą.

## Otoczenie kościoła
Obok kościoła bije niewielkie źródełko, któremu przypisywane są właściwości uzdrawiające. W roku 1850 wybudowano w pobliżu kościoła zespół czternastu kapliczek Drogi krzyżowej z płaskorzeźbami wykonanymi przez Tomasza Gdowskiego. W 1892 roku na miejscu wielkiego ołtarza nieistniejącego drewnianego kościoła wzniesiono pomnik w formie kamiennego krzyża. Znajdują się na nim napisy informujące o istniejących tu w przeszłości obiektach sakralnych.

## Sanktuarium Maria Hilf
Corocznie w kościele uroczyście obchodzone jest Święto Matki Bożej Zielnej, połączone z odpustem. Do sanktuarium przybywa wówczas siedem pieszych pielgrzymek ze wszystkich parafii Nysy.